# Арал (Ноокенский район)
Арал (кирг. Арал) — село в Ноокенском районе Джалал-Абадской области Кыргызстана. Административный центр Аралского айылного аймака.

## География
Село расположено в южной части области, на правом берегу реки Тентяксай, на расстоянии приблизительно 6 километров (по прямой) к югу от села Масы, административного центра района. Абсолютная высота — 624 метра над уровнем моря.

## Население
Согласно оценочным данным Национального статистического комитета Кыргызской Республики, численность населения села на начало 2023 года составляла 1946 человек.
| год     | 2009 | 2014 | 2015 | 2020 | 2021 | 2023 |
| ------- | ---- | ---- | ---- | ---- | ---- | ---- |
| человек | 1313 | 1130 | 1692 | 1858 | 1896 | 1946 |